# Kan'in Haruhito

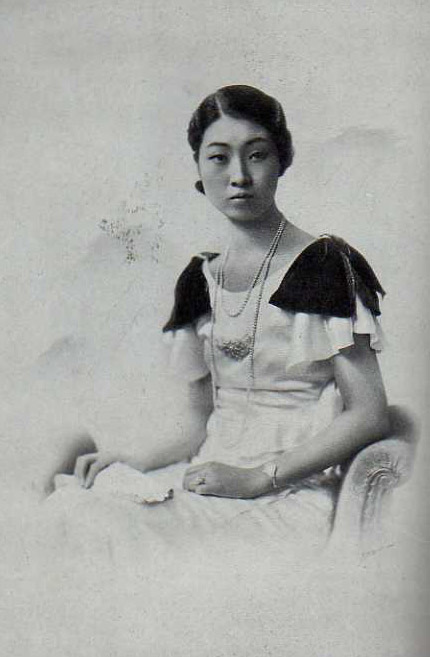
La princesse Naoko, épouse du prince Kan'in Haruko

Le prince Kan'in Haruhito (閑院宮春仁王, Kan'in-no-miya Haruhito-ō), né le 3 août 1902 et mort le 14 juin 1988, est un officier de carrière dans l'Armée impériale japonaise durant la Seconde Guerre mondiale et le 7e (et dernier) chef de la lignée Kan'in-no-miya de la branche cadette shinnōke de la maison impériale du Japon.

## Biographie
Le prince Kan'in Haruhito est l'unique fils survivant du gensui prince Kotohito Kan'in (1864-1945) et de sa consort, l'ancienne Sanjō Chieko (1872-1947). Il épouse Ichijō Naoko (1908-1991), fille du prince (pair) Saneteru Ichijō le 14 juillet 1926.
Le prince Kan’in fréquente l'école des pairs de la Gakushūin et est diplômé de la 44e promotion de l'Académie de l'Armée impériale japonaise en 1924. Il est lieutenant d'infanterie et sert dans la division de la garde impériale. Après une formation au collège d'État-major en 1927, il est promu au grade de capitaine et rejoint la faculté de l'école de cavalerie. Il est diplômé de la 44e promotion du collège d'état-major en 1932 et accède au rang de major en 1936.
Le prince Kan'in a l'occasion de connaître un bref aperçu d'une mission de combat au cours de la seconde guerre sino-japonaise avec l'armée régionale japonaise de Chine du Nord de novembre 1937 à mai 1938.
Le prince Kan'in retourne au Japon pour être instructeur au collège d'État-major puis est promu lieutenant-colonel en mars 1939. Il est nommé colonel et dans l'ordre du Milan d'or en août 1941, et est ensuite attaché à l'école de chars de l'armée de Chiba. En octobre 1942, il est nommé commandant du 5e régiment de chars de l'Armée impériale japonaise. Il devient le 7e chef de la maison Kan'in-no-miya  au décès de son père le 21 mai 1945 et prend sa retraite du service militaire actif à cette époque. Cependant, il est rappelé au service actif et promu major général en 1945, quand il est placé à la tête de la 4e division blindée et de trois régiments d'infanterie indépendants affectés au combat contre les débarquements américains prévus sur la plage de Kujūkuri dans la préfecture de Chiba à l'extérieur de Tokyo.
Après la reddition du Japon, il est chargé de visiter Saïgon en représentant officiel de l'empereur Hirohito pour assurer le respect par le groupe d'armées expéditionnaire japonais du Sud de la capitulation japonaise.
Avec l'abolition des branches collatérales de la famille impériale et autres titres de noblesse par les autorités américaines d'occupation le 14 octobre 1947, il devient un roturier et est exclu de la vie publique à cause de son ancienne carrière militaire. Il est forcé de vendre sa résidence située dans le quartier de Nagatachō dans le centre de Tokyo pour payer ses impôts et déménage dans la maison d'été des Kan'in à Odawara dans la préfecture de Kanagawa. Il se lance dans plusieurs d'affaires infructueuses, perd sa fortune familiale et divorce de sa femme en 1949. L'ex-princesse Naoko crée un scandale en attribuant l'absence d'enfants du couple à l'homosexualité de son mari dans des entretiens donnés aux journaux peu après leur divorce. L'ancien prince Kan'in change son nom de « Haruhito » pour celui de « Sumihito » et crée une société appelée Asahi Kōsan dont il devient président. La société bénéficie du développement foncier près du quartier de Tamachi à Tokyo et l'ancien prince Kan'in Sumihito est l'un des plus prospères des années 1960 et 1970.
Au début des années 1970, Kan'in Sumihito est président de l'association japonaise de yoga. Il meurt le 14 juin 1988 à l'âge de  85 ans.

## Source de la traduction
- (en) Cet article est partiellement ou en totalité issu de l’article de Wikipédia en anglais intitulé « Prince Kan'in Haruhito » (voir la liste des auteurs).